# جعار
جعار  هي مدينة صغيرة وذات رؤوس الأموال في مديرية خنفر في جنوب غرب اليمن، واحدة من أكبر المستوطنات في محافظة أبين، بلغ تعداد سكانها 28529 نسمة في 2004، وتقع في الجزء الجنوبي من محافظة أبين إلى الشمال من القاعدة والعاصمة الإقليمية زنجبار. وتقع المدينة حوالي 2 كلم إلى الشرق من حق ضفة وادي البنا.
وتشتهر خنفر (جعار) بإنتاج، السيراميك وإنتاج الذخائر، وفي يوم 28 مارس، 2011، وقع انفجار في مصنع الذخيرة (7 أكتوبر).
وفي عام 2012، سقطة هذه البلدة على يد تنظيم القاعدة.

## التقسيم الإداري

### أحياء المدينة
| - حي سعيد علي حيدره - حي محمد ثابت(حافة البدو) - حي قائد صائل - حي قاسم عبد الله - حي بدر | - حي التعويضات - حي المثلث - حي المحراق - حي ناجي - حي يسلم صالح | - حي صالح جميع - حي عبد الله محسن - حي 7 أكتوبر - حي باتيس - حي المخزن |

شارع باسنبل